# Вилар-Барроку
Вилар-Барроку (порт. Vilar Barroco)  —  населённый пункт и район в Португалии,  входит в округ Каштелу-Бранку. Является составной частью муниципалитета  Олейруш. По старому административному делению входил в провинцию Бейра-Байша. Входит в экономико-статистический  субрегион Пиньял-Интериор-Сул, который входит в Центральный регион. Население составляет 159 человек на 2001 год. Занимает площадь 23,59 км².
Покровителем района считается Святой Себастьян (порт. S. Sebastião). 